# Championnats d'Europe espoirs d'athlétisme 2003
Navigation
2001 2005
Les 4es Championnats d'Europe espoirs d'athlétisme ont eu lieu du 17 au 20 juillet 2003 au Stade Zdzisław-Krzyszkowiak de Bydgoszcz, en Pologne.

## Résultats

### Hommes
| Épreuves          | Or                                                                                   | Argent                                                                                       | Bronze                                                                                      |
| ----------------- | ------------------------------------------------------------------------------------ | -------------------------------------------------------------------------------------------- | ------------------------------------------------------------------------------------------- |
| 100 m             | Ronald Pognon 10 s 19                                                                | Argo Golberg 10 s 28                                                                         | Fabrice Calligny 10 s 34                                                                    |
| 200 m             | Chris Lambert 20 s 34                                                                | Marcin Jędrusiński 20 s 39                                                                   | Johan Wissman 20 s 43                                                                       |
| 400 m             | Leslie Djhone 45 s 04 (CR)                                                           | Timothy Benjamin 45 s 86                                                                     | Rafał Wieruszewski 45 s 87                                                                  |
| 800 m             | René Herms 1 min 46 s 26                                                             | Florent Lacasse 1 min 46 s 47                                                                | Manuel Olmedo 1 min 46 s 83                                                                 |
| 1 500 m           | Mounir Yemmouni 3 min 44 s 02                                                        | Xavier Areny 3 min 44 s 65                                                                   | Lorenzo Perrone 3 min 45 s 05                                                               |
| 5 000 m           | Chris Thompson 13 min 58 s 62                                                        | Mohammed Farah 13 min 58 s 88                                                                | Robert Connolly 14 min 03 s 75                                                              |
| 10 000 m          | Ioannis Kanelopoulos 29 min 00 s 78                                                  | Vasyl Matviychuk 29 min 01 s 29                                                              | Paweł Ochal 29 min 17 s 41                                                                  |
| 110 m haies       | Ladji Doucouré 13 s 25                                                               | Philip Nossmy 13 s 50                                                                        | Gregory Sedoc 13 s 55                                                                       |
| 400 m haies       | Marek Plawgo 48 s 45                                                                 | Christian Duma 49 s 53                                                                       | Thomas Kortbeek 49 s 68                                                                     |
| 3 000 m steeple   | Martin Pröll 8 min 25 s 86                                                           | Radosław Popławski 8 min 27 s 95                                                             | Jukka Keskisalo 8 min 28 s 53                                                               |
| 4 × 100 m         | Royaume-Uni Tyrone Edgar Chris Lambert Darren Chin Dwayne Grant 39 s 31              | France Daniel Adolia Fabrice Calligny David Socrier Leslie Djhone 39 s 38                    | Belgique Pieter-Jan Vereecke François Gourmet Kristof Beyens Xavier de Baerdemacker 39 s 54 |
| 4 × 400 m         | Pologne Rafał Wieruszewski Kacper Skalski Daniel Dąbrowski Marek Plawgo 3 min 3 s 32 | Allemagne Sebastian Gatzka Christian Duma Steffen Staffelmaier Bastian Swillims 3 min 3 s 36 | Russie Roman Matveyev Dmitriy Petrov Aleksandr Borshchenko Andrey Polukeyev 3 min 4 s 18    |
| 20 km marche      | Benjamin Kuciński 1 h 22 min 07 s                                                    | Sergey Lystsov 1 h 24 min 04 s                                                               | Andrey Talashko 1 h 24 min 28 s                                                             |
| Saut en longueur  | Louis Tsatoumas 8,24 m                                                               | Volodymyr Zyuskov 8,22 m                                                                     | Dănuț Simion 8,09 m                                                                         |
| Triple saut       | Dmitriy Valyukevich 17,57 m                                                          | Marian Oprea 17,28 m                                                                         | Rudolf Helpling 16,66 m                                                                     |
| Saut en hauteur   | Aleksander Waleriańczyk 2,36 m                                                       | Andrey Tereshin 2,27 m                                                                       | Wojciech Borysiewicz 2,27 m                                                                 |
| Saut à la perche  | Oleksandr Korchmid 5,50 m                                                            | Marvin Osei-Tutu 5,50 m                                                                      | Maksym Mazuryk 5,45 m                                                                       |
| Lancer du poids   | Pavel Lyzhin 20,43 m                                                                 | Pavel Sofin 20,33 m                                                                          | Rutger Smith 20,18 m                                                                        |
| Lancer du disque  | Rutger Smith 59,90 m                                                                 | Dmitriy Sivakov 58,00 m                                                                      | Bogdan Pishchalnikov 56,88 m                                                                |
| Lancer du marteau | Krisztián Pars 77,25 m                                                               | Eşref Apak 76,52 m                                                                           | Aliaksandr Vashchyla 71,91 m                                                                |
| Lancer du javelot | Aleksandr Ivanov 82,59 m                                                             | Igor Janik 82,54 m                                                                           | Tero Pitkämäki 78,84 m                                                                      |
| Décathlon         | André Niklaus 7 983 pts                                                              | Indrek Turi 7 864 pts                                                                        | Atis Vaisjūns 7 681 pts                                                                     |

### Femmes
| Épreuves          | Or                                                                                   | Argent                                                                             | Bronze                                                                          |
| ----------------- | ------------------------------------------------------------------------------------ | ---------------------------------------------------------------------------------- | ------------------------------------------------------------------------------- |
| 100 m             | Georgia Kokloni 11 s 33                                                              | Daria Onyśko 11 s 46                                                               | Oksana Dragun 11 s 48                                                           |
| 200 m             | Marina Maydanova 22 s 82                                                             | Maja Nose 23 s 09                                                                  | Dorota Dydo 23 s 34                                                             |
| 400 m             | Helen Karagounis 51 s 78                                                             | Solen Désert 52 s 05                                                               | Tatiana Firowa 52 s 14                                                          |
| 800 m             | Rebecca Lyne 2 min 04 s 66                                                           | Lucia Klocová 2 min 05 s 02                                                        | Esther Desviat 2 min 05 s 38                                                    |
| 1 500 m           | Olesya Chumakova 4 min 11 s 75                                                       | Lisa Dobriskey 4 min 12 s 95                                                       | Ingvill Måkestad Bovim 4 min 13 s 58                                            |
| 5 000 m           | Elvan Abeylegesse 15 min 16 s 79                                                     | Tatyana Petrova 16 min 02 s 79                                                     | Sonia Bejarano 16 min 17 s 81                                                   |
| 10 000 m          | Krisztina Papp 33 min 23 s 02                                                        | Valentina Levushkina 33 min 28 s 73                                                | Louise Damen 33 min 29 s 82                                                     |
| 100 m haies       | Susanna Kallur 12 s 88                                                               | Nadine Hentschke 12 s 89                                                           | Mariya Koroteyeva 12 s 95                                                       |
| 400 m haies       | Oksana Gulumyan 56 s 23                                                              | Irena Zauna 56 s 47                                                                | Maria Rus 57 s 01                                                               |
| 3 000 m steeple   | Lyubov Ivanova 9 min 41 s 16                                                         | Michaela Mannova 9 min 42 s 01                                                     | Sigrid Vanden Bempt 9 min 42 s 04                                               |
| 4 × 100 m         | Ukraine Nataliya Pyhyda Iryna Shepetyuk Olena Chebanu Maryna Maydanova 44 s 29       | Pologne Anna Radoszewska Daria Onyśko Dorota Dydo Malgorzata Fleiszar 44 s 51      | Allemagne Tanja Kuckelkorn Lisa Schorr Katja Wakan Nadine Hentschke 44 s 59     |
| 4 × 400 m         | Russie Yuliya Gushchina Natalya Ivanova Oksana Gulumyan Tatyana Firova 3 min 29 s 25 | Royaume-Uni Jenny Meadows Danielle Halsall Kim Wall Helen Karagounis 3 min 30 s 54 | Allemagne Eillen Müller Katharina Gröb Tina Kron Claudia Hoffmann 3 min 33 s 59 |
| 20 km marche      | Athanasia Tsoumeleka 1 h 33 min 55 s                                                 | Vera Santos 1 h 35 min 18 s                                                        | Sabine Zimmer 1 h 35 min 56 s                                                   |
| Saut en longueur  | Carolina Klüft 6,86 m                                                                | Irina Simagina 6,70 m                                                              | Ineta Radevica 6,70 m                                                           |
| Triple saut       | Viktoriya Gurova 14,37 m                                                             | Simona La Mantia 14,31 m                                                           | Ineta Radevica 14,04 m                                                          |
| Saut en hauteur   | Blanka Vlašić 1,98 m                                                                 | Yelena Slesarenko 1,96 m                                                           | Anna Ksok 1,92 m                                                                |
| Saut à la perche  | Yelena Isinbayeva 4,65 m                                                             | Vanessa Boslak 4,40 m                                                              | Anna Rogowska 4,35 m                                                            |
| Lancer du poids   | Natallia Mikhnevich 17,66 m                                                          | Kathleen Kluge 17,09 m                                                             | Filiz Kadogan 16,72 m                                                           |
| Lancer du disque  | Natalya Fokina 59,30 m                                                               | Jana Tucholke 58,24 m                                                              | Olga Chernogorova 56,57 m                                                       |
| Lancer du marteau | Kamila Skolimowska 71,38 m                                                           | Aksana Miankova 67,58 m                                                            | Gulfiya Khanafeyeva 66,98 m                                                     |
| Lancer du javelot | Jarmila Klimešová 60,54 m                                                            | Irina Kharun 58,28 m                                                               | Mariya Yakovenko 57,52 m                                                        |
| Heptathlon        | Jennifer Oeser 5 901 pts                                                             | Yvonne Wisse 5 895 pts                                                             | Vassiliki Delinikola 5 863 pts                                                  |